# Avonia
Avonia est une census-designated place située dans le comté d'Érié, dans l’État de Pennsylvanie, aux États-Unis. Lors du recensement de 2020, elle compte 1 217 habitants.